# Plebiscyt Przeglądu Sportowego 2019
85. Plebiscyt na 10 Najlepszych Sportowców Polski 2019 roku zorganizowany został przez Przegląd Sportowy i Telewizję Polsat.

## Wyniki głosowania[2]
| Miejsce | Imię i nazwisko                                                                              | Dyscyplina sportu | Liczba punktów |
| ------- | -------------------------------------------------------------------------------------------- | ----------------- | -------------- |
| 1.      | Bartosz Zmarzlik                                                                             | Żużel             | 98 327         |
| 2.      | Robert Lewandowski                                                                           | Piłka nożna       | 75 785         |
| 3.      | Paweł Fajdek                                                                                 | Lekkoatletyka     | 59 428         |
| 4.      | Iga Baumgart-Witan, Małgorzata Hołub-Kowalik, Justyna Święty-Ersetic, Patrycja Wyciszkiewicz | Lekkoatletyka     | 47 991         |
| 5.      | Dawid Kubacki                                                                                | Skoki narciarskie | 47 336         |
| 6.      | Kamil Stoch                                                                                  | Skoki narciarskie | 41 866         |
| 7.      | Wilfredo Leon                                                                                | Siatkówka         | 38 790         |
| 8.      | Piotr Lisek                                                                                  | Lekkoatletyka     | 36 517         |
| 9.      | Marcin Lewandowski                                                                           | Lekkoatletyka     | 33 131         |
| 10.     | Mateusz Ponitka                                                                              | Koszykówka        | 25 363         |

## Nominowani
Nominowanych zostało 20 sportowców:
1. Iga Baumgart-Witan, Małgorzata Hołub-Kowalik, Justyna Święty-Ersetic, Patrycja Wyciszkiewicz (nominacja wspólna)
2. Paweł Fajdek
3. Joanna Fiodorow
4. Tomasz Kaczor
5. Agnieszka Kobus, Maria Springwald, Marta Wieliczko, Katarzyna Zillmann (nominacja wspólna)
6. Dawid Kubacki
7. Wilfredo Leon
8. Marcin Lewandowski
9. Robert Lewandowski
10. Piotr Lisek
11. Natalia Maliszewska
12. Wojciech Nowicki
13. Mateusz Ponitka
14. Jakub Przygoński
15. Mateusz Rudyk
16. Malwina Smarzek-Godek
17. Kamil Stoch
18. Marta Walczykiewicz
19. Mateusz Wilangowski, Mikołaj Burda, Marcin Brzeziński, Michał Szpakowski (nominacja wspólna)
20. Bartosz Zmarzlik

## Zwycięzcy kategorii dodatkowych
- Superczempion: Agnieszka Radwańska
- Drużyna roku – Reprezentacja Polski w koszykówce mężczyzn
- Trener roku – Jolanta Kumor
- Mecenas polskiego sportu – PKN Orlen
- Nagroda "Sport bez barier" – Lucyna Kornobys oraz Fundacja "28 marzeń - niepełnosprawni w drodze na szczyt"
- Nagroda "Serce dla sportu" – Fundacja Marcina Gortata "Mierz wysoko"
- Nagroda specjalna – Witold Bańka